# Zala 421-16E
Zala 421-16E – rodzina rosyjskich bezzałogowych statków powietrznych (UAV – ang. Unmanned Aerial Vehicle) opracowany przez firmę Zala Aero Group. Wykonuje zadania związane z rozpoznaniem, obserwacją oraz wskazywaniem celów.

## Historia
Podczas prac konstrukcyjnych uwzględniono potrzeby Ministerstwa Obrony Rosji, które wymagało skonstruowania drona o obniżonej wykrywalności. Konstruktorzy zdecydowali się na odejście od układu z silnikiem ciągnącym na rzecz konstrukcji opartej na układzie latającego skrzydła z silnikiem pchającym. Przyjęte założenie sprawdziło się podczas oblotu, którego dokonano w Iżewsku. Maszyna wykazała się bardzo dobrymi właściwościami lotnymi oraz bardzo dobrą prędkością wznoszenia. Wielkość przenoszonego ładunku użytecznego została oceniona jako przewyższająca oczekiwania konstruktorów. Nowa konstrukcja została zaprezentowana na Międzynarodowym Salonie Lotniczo-Kosmicznym MAKS-2011. Dron wzbudził również zainteresowanie Ministerstwa Spraw Wewnętrznych, Ministerstwa ds. Sytuacji Nadzwyczajnych i organów ścigania Federacji Rosyjskiej.
Na bazie Zala 421-16E powstały liczne modyfikacje rozszerzające możliwości wersji pierwotnej. W marcu 2020 r. firma Zala poinformowała o opracowaniu wersji Zala 421-16E2 charakteryzującej się wydłużonym czasem lotu oraz zwiększoną gamą przenoszonego wyposażenia dodatkowego. 21 maja 2020 r. poinformowano o skonstruowaniu wersji Zala 421-16EV, łączącej cechy tradycyjnego układu konstrukcyjnego samolotu z dronem wielowirnikowym. W 2021 r. miała miejsce prezentacja wersji Zala 421-16E5, wyposażonej w silnik hybrydowy i dysponującej czasem lotu 12 godzin. Najnowszą wersją jest Zala 421-16ЕМ, która w porównaniu z pierwowzorem ma zmniejszone rozmiary przy zachowaniu dotychczasowego pułapu, zasięgu i masy przenoszonego ładunku.

## Konstrukcja
Dron Zala 421-16E został zbudowany w układzie latającego skrzydła. Jest wyposażony w system nawigacji GPS/GLONASS oraz magnetometr trójosiowy, co znacznie poprawia koordynację trasy lotu drona oraz doprecyzowuje współrzędne zidentyfikowanych obiektów. Standardowo dron przenosi cyfrową lustrzankę o rozdzielczości co najmniej 18 megapikseli i wysokiej jakości kamerę wideo z 20-krotnym powiększeniem, stabilizowaną żyroskopowo. Dodatkowo jest wyposażony w kamerę termowizyjną o rozdzielczości 640 × 480 pikseli. Przenoszone wyposażenie jest w pełni kompatybilne z innymi dronami rodziny Zala 421-16 i bezzałogowymi śmigłowcami Zala 421-22. 

## Wykorzystanie
W 2022 r. dron został wykorzystany przez oddziały Rosgwardii podczas agresji Rosji na Ukrainę. 